# Korčula (stad)
Korčula (italienska: Curzola, tyska: Kurzel) är en stad på ön Korčula i landskapet Dalmatien i Kroatien. Staden har 5 637 invånare 2011 varav 2 839 bor i tätorten. Korčula ligger i Dubrovnik-Neretvas län och är den främsta turistorten på ön med samma namn.

## Demografi
Till staden räknas följande samhällen. Siffrorna på antalet invånare är från folkräkningen 2011:
| Samhälle | Italienskt namn* | Antal invånare |
| -------- | ---------------- | -------------- |
| Čara     | Chiara           | 613            |
| Korčula  | Curzola          | 2839           |
| Pupnat   | Pupnata          | 396            |
| Račišće  |                  | 434            |
| Žrnovo   | Zernova          | 1352           |

* Rubriken "italienskt namn" avser de historiska italienska namnen för samhällena.

## Stadsbild och arkitektur
Korčula ligger på en halvö och är omgärdad av en ringmur från 1200-talet. Under 1400-talet lät venetianarna förstärka muren med torn och bastioner. I staden finns flera byggnader från gotiken och renässansen. Vid Strossmayertoget (Strossmayerov trg) finns en av de mest populära sevärdheterna, Sankt Markuskatedralen, som uppfördes under 1200-talet. Landsporten (Kopnena vrata) leder till den gamla stadskärnan där gränderna är konstruerade så att de ska mildra boravindens framfart.

## Sevärdheter
- Marco Polos födelsehus. I staden Korčula finns vad som enligt vissa historiker tros vara Marco Polos födelsehus.[2]

## Transporter och kommunikationer

### Sjöfart
Mellan Korčula och Orebić på halvön Pelješac finns färjeförbindelse.

### Fotnoter
1. 1 2 3  ”Census of Population, Households and Dwellings 2011, First Results by Settlements” (på engelska och kroatiska) ( PDF). Kroatiska statistiska centralbyrån. Arkiverad från originalet den 19 augusti 2014. https://web.archive.org/web/20140819030849/http://www.dzs.hr/Hrv_Eng/publication/2011/SI-1441.pdf. Läst 26 oktober 2013.
2. ↑  Korcula.net Arkiverad 4 november 2005 hämtat från the Wayback Machine. (engelska)